# Alexandra Skotchilenko
Alexandra Yurevna Skochilenko (em russo:  Александра Юрьевна Скочиленко; nascida em 13 de setembro de 1990), também conhecida como Sasha Skochilenko, é uma artista e musicista russa.

## Biografia
Alexandra Skochilenko nasceu em Leningrado, Rússia SFSR, União Soviética (atual São Petersburgo, Rússia). Ela é ex-aluna do Smolny College of Liberal Arts and Sciences, Saint Petersburg State University . Ela é autora do Livro sobre a depressão (2014), que ajudou a desestigmatizar os problemas de saúde mental na Rússia. Ela é lésbica declarada e sua parceira tem se envolvido na divulgação do andamento de seu processo criminal e das condições de sua detenção.

### Invasão russa à Ucrânia
Depois de participar de um protesto contra a invasão da Ucrânia pela Rússia, em 24 de fevereiro de 2022, Alexandra Skochilenko foi multada em 10.000 rublos.
Em 31 de março, Alexandra foi presa por "colocar fragmentos de papel no lugar de etiquetas de preço, contendo informações sobre o uso das forças armadas russas" em um supermercado Perekrestok. As mensagens atribuídas a ela incluíam informações sobre o ataque aéreo ao teatro de Mariupol, em 16 de março: "O exército russo bombardeou uma escola de arte em Mariupol, onde cerca de 400 pessoas estavam se escondendo do bombardeio."  Alexandra ficou presa por oito semanas enquanto aguardava julgamento, acusada de ser motivada por "ódio político à Rússia". De acordo com as leis russas de notícias falsas recentemente introduzidas, ela enfrenta uma sentença de até 10 anos de prisão se for considerada culpada. Em uma carta escrita da prisão, em abril de 2022, Alexandra escreveu: "Acontece que eu represento tudo o que o regime de Putin é tão intolerante: criatividade, pacifismo, LGBT, psico-iluminismo, feminismo, humanismo e amor por tudo que é brilhante, ambíguo, incomum."  Em 30 de maio, o Tribunal Distrital de São Petersburgo estendeu sua prisão preventiva até julho para uma audiência fechada. No início de junho, ela foi temporariamente transferida para um hospital psiquiátrico, onde a equipe se recusou a tratá-la por causa da dor abdominal que ela sentia e se recusou a compartilhar informações sobre sua condição com seu advogado e parceiro. Em 30 de junho, o Centro de Combate ao Extremismo do Ministério de Assuntos Internos da Rússia divulgou um relatório alegando que Alexandra era membro do Oitavo Grupo de Iniciativa, considerado um "grupo feminista de protesto radical". Alexandra negou conhecimento do grupo. Após essas alegações, o tribunal estendeu sua prisão preventiva até setembro.
Grupos de direitos humanos levantaram preocupações sobre as condições de sua detenção, já que ela sofre de doença celíaca (alergia ao glúten), que exige uma dieta sem glúten à qual ela não tem acesso consistente e que causou perda significativa de peso e problemas de saúde durante sua detenção. Além disso, foi negada à sua parceira a permissão para visitá-la enquanto ela estava detida. Em uma entrevista em julho para a Radio Free Europe/Radio Liberty, Alexandra levantou preocupações sobre possíveis maus-tratos, dizendo que ela e as outras prisioneiras em sua cela foram forçadas a limpar completamente a cela três vezes ao dia à mão e a televisão na cela ficou restrita a filmes de guerra e notícias pró-governo sobre a invasão.

## Reconhecimento
Em 2022, ela foi homenageada como uma das 100 mulheres mais inspiradoras do mundo pela BBC.